# Villa Plinii (Озеро Комо)
Villa Plinii или вилла Плиния — вилла на территории муниципалитета Торно, в провинции Комо, Италия, на правом берегу западного рукава озера Комо, первоначально построенная в 1573 году на месте развалин античной виллы Плинио дель Антика Рона. Отреставрирована архитекторами Пьеро Порталуппи и Гуальтьеро Гальманини в 1953 году. Конструкции длинной лестницы остались оригинальными (отреставрированы Джаннино Кастильони).

## Фонте Плиниана
Вилла, расположенная в лесистой бухте озера, получила свое название от Плиния Младшего, который описал найденный здесь прерывистый карстовый источник в письме, адресованном своему другу Луцию Лицинию Суре. Отрывок из письма гласит:
Вместо небольшого подарка из моего родного города я привез вам задачу, достойную вашей очень глубокой науки. Из горы берет начало родник, спускается по скалам, собирается в небольшой комнате, пригодной для обеда, вырубленной руками человека. Некоторое время сдерживаясь, он падает в озеро Ларио. У него странный характер: три раза в день он то поднимается, то опускается, прибавляется и опускается. Возможно, более скрытый поток воздуха то открывает отверстие и каналы родника, то закрывает их (…) Возможно, прерывистость вызвана подземным ветром или, возможно, чередованием течения и отлива весной, как прилив и отлив в море. Вы можете перекусить рядом с ним, пока вода наполняет вашу чашку из очень освежающего источника. Потом он исчезает, а затем возвращается в обычное время.
Упоминание об этом роднике также можно найти в труде Плиния Старшего «Естественная история», в котором сообщается, что «в районе Комо, у берегов озера Ларио, есть обильный источник, который всегда растет и спадает каждый час».
В «Лестерском кодексе» и в «Атлантическом кодексе» Леонардо да Винчи описал свой визит к источнику за несколько лет до постройки виллы. Леонардо отправился в район озера по поручению Миланского герцогства в поисках полезных ископаемых железа, необходимых для производства оружия и сельскохозяйственных орудий. Герцог Миланский Галеаццо Мария Сфорца лично интересовался эксплуатацией железных жил, на которые возлагались надежды на развитие ломбардской промышленности, наряду с рудниками Тичино и озера Комо.
«Выше Комо в 8 милях находится Приниана, которая увеличивается и уменьшается каждые 6 часов; её рост даёт воды на две мельницы и больше, его снижение приводит к тому, что источники высыхают».
— Леонардо да Винчи, «Атлантический кодекс».
«Так как во многих местах есть жилы воды, которые шесть часов нарастают и шесть часов спадают: и я лично видел на озере Комо один, называемый Фонте Приниана, который заставляет вышеупомянутое увеличиваться и уменьшаться, так что, когда он льется, он мелет больше мельниц, а когда он падает, то это как смотреть на воду в глубоком колодце».
— Леонардо да Винчи, «Лестерский кодекс».

## Описание
Общая площадь около 1000 квадратных метров.
Главный корпус здания имеет фасад с видом на озеро с четырьмя рядами окон, на первом этаже с разбитой тимпаной и на верхнем этаже, обрамленным лесанами, идентичными окнам Palazzo Gallio.
В центре основного этажа находится лоджия с тремя арками, поддерживаемая спаренными колоннами. Со стороны, обращённой к горе, за статуей Нептуна с трезубцем лоджия выходит во двор, где бьет источник Плиниана.
Основной этаж соединён с верхним этажом большой винтовой лестницей из песчаника, покрытой деревом, перекрытой сводом, расписанным звёздным небом. На верхнем этаже находятся спальни и службы, добавленные в последнее время.
Ниже основного этажа находится первый нижний этаж, состоящий из служебных помещений, включая большую кухню, кладовую и комнаты для прислуги. Еще ниже, на уровне озера, второй нижний этаж состоит из длинного коридора, освещенного квадратными отверстиями без закрытия, и ведёт к различным сводчатым подвалам.
В интерьерах есть комнаты с полами, украшенными мозаичными гербами.
Особняк окружен обширным парком с магнолиями, пальмами и соснами. Проект ботанического сада с редкими растениями был реализован Акилле Кастильони, который изучал растения, меняющие цвет в зависимости от времени года, создавая систему хромотерапии.